# Kenneth K. Pedersen
 Der er flere personer med dette navn, se Kenneth Pedersen (flertydig).
Kenneth K. Pedersen (født 20. maj 1980) er en dansk fodboldspiller, der spillede for FC Hjørring, hvor han er anfører, men efter en længere skadeperiode valgte at stoppe i klubben. Han har tidligere spillet i Hirtshals Boldklub, Horne, FFI og AaB.